# G.I. Joe: The Atlantis Factor
G.I. Joe: The Atlantis Factor est un jeu vidéo d'action développé par KID et édité par Capcom, sorti en 1992 sur NES. Il est adapté de la gamme de jouets G.I. Joe.

## Accueil
- Electronic Gaming Monthly : 23/40[1]